# Casting Crowns
Casting Crowns – amerykański zespół poprockowy utworzony w 2003 r. przez pastora Marka Halla, funkcjonujący na scenie CCM

## Skład zespołu
- Mark Hall - lider zespołu, wokal
- Juan DeVevo - gitara, gitara elektryczna, wokal
- Melodee DeVevo - skrzypce, wokal
- Hector Cervantes - gitara elektryczna, wokal
- Chris Huffman - gitara basowa
- Megan Garrett - keyboard, akordeon, wokal
- Andy Williams - perkusja

## Dyskografia
- Casting Crowns (2001) – niezależna
- What If The Whole World Prayed (2002) – niezależna
- Casting Crowns (2003)
- Live from Atlanta (2004) (CD+DVD)
- Lifesong (2005)
- Lifesong Live (2006) (CD+DVD)
- The Altar And The Door (2007)
- The Altar And The Door Live (2008) (CD+DVD)
- Peace on Earth (2008)
- Until the Whole World Hears (2009)
- Until the Whole World Hears Live (2010) (CD+DVD)
- Come To The Well (2011)
- The Acoustic Sessions: Volume One (2013)[1]
- Thrive (2014)[2]
- Glorious Day: Hymns of Faith (2015)[3]
- A Live Worship Experience (2015)[4]
- The Very Next Thing (2016)[5]
- Only Jesus (2018)[6]